# Línea 1 (Esquel)
La Línea 1 es un servicio de pasajeros del transporte de la ciudad de Esquel. Esta línea pertenece a la empresa Transporte Sargento Cabral.
El servicio de la línea 1 opera de lunes a viernes desde 6:30 horas hasta las 13:30 horas (que inicia última vuelta desde la cabecera) y desde las 15:00 hasta las 21:00 horas (que inicia última vuelta desde la cabecera). Los sábados desde 8:00 horas hasta las 13:00 horas (que inicia última vuelta desde la cabecera) y desde 16:00 horas a 21:00 horas (que inicia última vuelta desde la cabecera). El boleto cuesta $11,00 el general y $0,00 para los jubilados, discapacitados, policías, estudiantes y universitarios.

## Recorrido
Servicio diurno 
| BUS2 | KBHFa |

|  | BHF |

|  | BHF |

|  | BHF |

|  | BHF |

|  | BHF |

|  | BHF |

|  | BHF |

|  | BHF |

|  | BHF |

|  | BHF |

|  | BHF |

|  | BHF |

|  | BHF |

|  | BHF |

|  | KBHFe |